# 龐卡鎮區 (阿肯色州牛頓縣)
龐卡鎮區（英語：Ponca Township）是位於美國阿肯色州牛頓縣的一個行政鎮區。

## 地方資料
龐卡鎮區的面積為47.28平方千米，當中陸地面積為47.03平方千米，而水域面積為0.25平方千米。根據2010年美國人口普查的數據，當地共有人口158人，而人口密度為每平方千米3.34人。